# Acrochaene
Acrochaene – rodzaj roślin z rodziny storczykowatych (Orchidaceae). Jest to monotypowy – obejmujący tylko gatunek Acrochaene punctata. Występuje on w indyjskiej prowincji Asam, wschodnich Himalajach, Mjanmie oraz Tajlandii na wysokościach od 1300 m do 2200 m n.p.m.

## Morfologia
Niewielkie epifityczne rośliny rosnące w chłodniejszych warunkach. Pseudobulwa niewielka z jednym podłużnym liściem. Liść o długości około 17–28 cm. Kwiatostan z dużą liczbą małych kwiatów.

## Systematyka
Rodzaj sklasyfikowany do plemienia Dendrobieae z podrodziny epidendronowych (Epidendroideae) w rodzinie storczykowatych (Orchidaceae), rząd szparagowce (Asparagales) w obrębie roślin jednoliściennych.
Gatunek ten włączany jest także do rodzaju bulbofylum Bulbophyllum.